# Absence de malice
Pour plus de détails, voir Fiche technique et Distribution.
Absence de malice (Absence of Malice) est un film américain réalisé par Sydney Pollack et sorti en 1981.
Le film est présenté dans divers festivals, dont la Berlinale 1982. Le film est globalement bien accueilli par la presse et connait un succès au box-office.

## Synopsis
Grossiste en spiritueux, Michael Gallagher est le fils d'un trafiquant d'alcool et usurier, aujourd'hui décédé. Connu de la police pour voies de fait sur un agent fédéral, Michael découvre avec stupéfaction sa photographie dans le journal local, le Miami Standard. Il est écrit qu'il est soupçonné d'être le meurtrier du représentant du syndicat local des dockers Joey Diaz, enlevé le 25 mai 1980, et dont le cadavre a été retrouvé ensuite. L'article a été écrit par Megan Carter. Cette dernière a trouvé l'information dans un dossier que le procureur fédéral Elliott Rosen a laissé à dessein en évidence sur son bureau dans le but de pousser Michael à témoigner devant la justice.
Celui-ci, qui a un alibi irréfutable pour le 25 mai 1980, rend visite à la journaliste pour tenter de comprendre les fondements de son article, mais elle refuse de révéler ses sources. Il doit par ailleurs faire face aux menaces du syndicat des dockers, dont les membres sont persuadés qu'il est bien le meurtrier de Joey Diaz. Il va tout faire pour prouver son innocence et la diffamation, mais son alibi, Teresa Perrone, se suicidera après que la presse aura révélé qu'elle s'était fait avorter en mai 1980.

## Fiche technique
Sauf indication contraire, les informations mentionnées dans cette section peuvent être confirmées par la base de données cinématographiques IMDb,  présente dans la section « Liens externes ».
- Titre francophone : Absence de malice
- Titre original : Absence of Malice
- Réalisation : Sydney Pollack
- Scénario : Kurt Luedtke, avec la participation non créditée de David Rayfiel
- Musique : Dave Grusin
- Photographie : Owen Roizman
- Montage : Sheldon Kahn (en)
- Production : Sydney Pollack, Ronald L. Schwary (producteur délégué)
- Société de production : Mirage Enterprises
- Distribution : Columbia Pictures (États-Unis)
- Pays d'origine :  États-Unis
- Langues originales : anglais, espagnol
- Format : Couleurs - 1,85:1 - Stéréo
- Genre : drame, thriller
- Durée : 116 minutes
- Dates de sortie[1] : 
  - États-Unis : 19 novembre 1981 (sortie limitée)
  - États-Unis : 18 décembre 1981
  - France : 3 mars 1982

## Distribution
- Paul Newman (VF : Jean-Claude Michel) : Michael Colin Gallagher
- Sally Field (VF : Monique Thierry) : Megan Carter
- Bob Balaban (VF : François Nocher) : Elliott Rosen
- Melinda Dillon (VF : Martine Messager) : Teresa Perrone
- Luther Adler (VF : Henry Djanik) : oncle Santos Malderone
- Barry Primus : Bob Waddell
- Josef Sommer (VF : Jean Topart) : McAdam
- John Harkins : Davidek
- Don Hood (VF : Roger Crouzet) : James A. Quinn
- Wilford Brimley (VF : Jacques Deschamps) : James A. Wells
- Bill Hindman : le prêtre
- Oswaldo Calvo (VF : José Luccioni) : John
- Arnie Ross (VF : Daniel Gall) : Eddie Frost
- Ilse Earl (VF : Jacqueline Porel) : la mère supérieure

## Production

### Genèse et développement
Le scénario est écrit par Kurt Luedtke, ancien journaliste notamment au Detroit Free Press, et s'inspire de faits réels  notamment d'une journaliste du Washington Post récipiendaire du Prix Pulitzer. Janet Cooke avait ainsi monté de toutes pièces l'histoire de Jimmy, un toxicomane âgé de huit ans à Washington, publiée en septembre 1980. Démasquée, elle a dû rendre son prix et démissionner,.
Le scénariste explique dans le documentaire The Story Behind Absence of Malice que le film est également en partie basé sur le procès ayant opposé The New York Times à M. Sullivan en 1964. Le journal ne sera pas condamné à verser des dommages-intérêts à M. Sullivan malgré un article erroné, ce qui créera un précédent. Par ailleurs, le film peut être vu comme une attaque personnelle contre le New York Post. Il est avéré que l'acteur Paul Newman avait un contentieux avec le journal en raison de la publication d'une photographie inexacte selon l'acteur, en 1980. Le Post répondra en « bannissant » le nom de l'acteur dans toutes ses publications pendant quelques années,.
George Roy Hill doit initialement réaliser le film. Il quitte cependant le projet, remplacé par Sydney Pollack. Ce dernier déclare avoir voulu avec ce film « mettre en garde une génération de journalistes plus préoccupés de dénoncer que de démontrer, de devenir des stars que de faire du bon boulot ».

### Attribution des rôles
Le réalisateur Sydney Pollack voulait initialement Al Pacino pour le rôle principal, le personnage étant initialement Italo-Américain et avait un père mafieux. Diane Keaton a quant à elle été envisagée pour le rôle féminin principal.
Il s'agit du dernier film de l'acteur Luther Adler, décédé en 1984.

### Tournage
Le tournage a lieu du 12 novembre 1980 à mars 1981. Il se déroule en Floride (Coral Gables, baie de Biscayne) en particulier à Miami (siège du The Miami Herald, Flagship National Bank, Dade County Courthouse, Coconut Grove, Villa Vizcaya, port de Brickell, ...) et Miami Beach (MacArthur Causeway).

## Accueil
Le film reçoit des critiques globalement positives, principalement pour les prestations de Paul Newman et Melinda Dillon et la performance de Wilford Brimley. Plusieurs critiques comparent le film au multi-oscarisé Les Hommes du président (1976) d'Alan J. Pakula,,.
Sur l'agrégateur américain Rotten Tomatoes, il récolte 81% d'opinions favorables pour 26 critiques et une note moyenne de 6,79⁄10. Sur Metacritic, il obtient une note moyenne de 64⁄100 pour 12 critiques.
Le film est un également un succès au box-office. Il récolte ainsi 40 716 963 $ rien qu'aux États-Unis. En France, il attire 524 860 spectateurs en salles.

## Distinctions
Source : Internet Movie Database

### Récompenses
- Kansas City Film Critics Circle Awards 1981 : meilleure actrice dans un second rôle pour Melinda Dillon
- Berlinale 1982 : mention honorable, prix des lecteurs du Berliner Morgenpost

### Nominations
- Los Angeles Film Critics Association Awards 1981 : meilleure actrice dans un second rôle pour Melinda Dillon
- Oscars 1982 : meilleur acteur pour Paul Newman, meilleure actrice dans un second rôle pour Melinda Dillon, meilleur scénario original pour Kurt Luedtke
- Golden Globes 1982 : meilleure actrice dans un film dramatique pour Sally Field, meilleur scénario pour Kurt Luedtke
- Berlinale 1982 : en compétition officielle pour l'Ours d'or
- Writers Guild of America Awards 1982 : meilleur scénario original pour Kurt Luedtke

## Commentaire
Le titre original Absence of Malice renvoie à une clause aux Etats-Unis créée en 1965 et visant à protéger les journalistes et de ne pas dévoiler une source anonyme. 
De plus, le mot anglais malice associé à aforethought est traduit par préméditation. 
Le titre (en Anglais comme en Français) joue sur la pluralité de signification du mot malice : la malice au sens premier (l'astuce, la tromperie) et, pour les Etatsuniens, la protection des sources voire la préméditation.